# يان هوغ
يان هوغ (بالإنجليزية: Ian Hogg)‏ هو ممثل بريطاني، ولد في 1 أغسطس 1937 في المملكة المتحدة.

## أعمال

### أفلام
- (1970) الوادي الأخير

## وصلات خارجية
- يان هوغ على موقع IMDb (الإنجليزية)
- يان هوغ على موقع قاعدة بيانات برودواي على الإنترنت (الإنجليزية)
- يان هوغ على موقع قاعدة بيانات الفيلم (الإنجليزية)